# Arqueologia d'Àfrica
L'arqueologia d'Àfrica conté el registre més extens d'habitació humana del món. Els primers homínids hi sorgiren fa 6-7 milions d'anys, i els primers cranis humans anatòmicament moderns trobats fins ara es van descobrir a Omo Kibish, Djebel Irhoud i Florisbad.
L'arqueologia europea, així com la del nord d'Àfrica, se sol dividir en l'edat de pedra (que comprén el Paleolític inferior, el Paleolític mitjà, el Paleolític superior, el Mesolític i el Neolític), l'edat del bronze i l'edat del ferro. Per a l'Àfrica subsahariana, l'arqueologia africana es classifica d'una manera lleugerament diferent, amb el Paleolític generalment dividit en edat de pedra primerenca, edat de pedra mitjana i edat de pedra tardana. Després d'aquestes tres etapes venen el Neolític pastoral, l'edat del ferro i després els períodes històrics.
La prehistòria d'Àfrica s'ha ignorat en gran manera, tret de la recerca sobre l'evolució humana primerenca. Tanmateix, ha estat estudiada per l'Associació Arqueològica Panafricana, els membres de la qual són arqueòlegs professionals de tota Àfrica.

## Edat de pedra primerenca
L'edat de pedra primerenca (abreujat: ESA, per les sigles en anglés Early Stone Age), que es va estendre des de fa uns 2,6 milions d'anys fins fa 280.000 anys, descriu un període de la prehistòria africana en què es van crear les primeres eines de pedra, incloses tant Oldowan com Acheulià. Els primers jaciments al llarg del Rift d'Àfrica Oriental inclouen Lomekwi a la conca de Turkana, a Kenya, i la gorja d'Olduvai, més al sud, a Tanzània. Els primers homínids van ser descoberts a Etiòpia, els Ardipithecus ramidus. Les espècies divergents d'homínids es coneixen com a Australopithecus i es trobaren per primera vegada a Olduvai. Els australopitecs i els seus fòssils inclouen Paranthropus boisei, el més famós dels quals fou sobrenomenat “Zinj” o Humà trencanous per Mary Leakey, l'arqueòloga que el va trobar. Un altre australopitec més antic i famós, relacionat amb els trobats a la gorja d'Olduvai però que es troben aproximadament a 2.000 quilòmetres al nord-est, a la vall Awash d'Etiòpia, és Lucy, descoberta per Donald Johanson i el seu equip al 1974.
La datació més antiga per a l'ús d'eines de pedra la va descobrir al 2015 Sonia Harmand, al jaciment de Lomekwi 3, a Turkana, Kenya, amb estris de pedra que daten de fa 3,3 milions d'anys. Les eines de Lomekwi es diferencien de les d'Oldowan en les característiques tecnològiques primitives: són grans i pesades. Sembla que Lomekwi fou creat per Australopithecus afarensis. Abans d'aquest descobriment, alguns dels estris de pedra més antics es van trobar a Lokalalei 2C, a Turkana, on aparegueren artefactes que mostren processos de talla realitzats per Australopithecus africanus que daten de fa uns 2,34 milions d'anys, la qual cosa marca el començament de l'ESA. La incorporació d'eines va proporcionar als primers homínids la capacitat de respondre als canvis més fàcilment fora de les necessitats immediates de la vida quotidiana i va estendre els patrons d'adaptabilitat a les tendències a llarg termini experimentades durant generacions.
Si fa no fa un milió d'anys després, l'Homo erectus evolucionà fins a convertir-se en una espècie més avançada, i fabricà estris coneguts com ara destrals de mà acheulianes. Aquestes destrals eren una tecnologia bifacial multiús que es va mantenir sense canvis durant milers d'anys. La tecnologia demostra un augment en el creixement i complexitat del cervell dHomo erectus, com ho palesa el major nivell de previsió i coneixement del material necessari per a la creació d'estris. LHomo erectus també s'associa amb els primers casos de "vida humana moderna", com ara el foc, les "emocions modernes" i l'art. L'evidència més primerenca d'homínids que dominen el foc és a la Cova de Wonderwerk, a Sud-àfrica. Juntament amb les seues noves tecnologies, també formaren part del "primer moviment fora d'Àfrica", que s'estengué arreu del món. Aquest moviment ocorregué en algun lloc fa al voltant d'1,8-0,8 milions d'anys, i lHomo erectus es va estendre des d'Àfrica cap a Euràsia. Un dels esquelets dHomo erectus més notables i més trobats és el del xiquet de Nariokotome (Turkana), que va ser trobat prop del llac Turkana de Kenya per Richard Leakey i Kamoya Kimeu. Era un adolescent quan va morir, i el seu esquelet mostra la primera evidència de cura en el registre arqueològic, perquè en tingueren cura de la seua debilitant escoliosi.
Es va descobrir una nova addició a la línia d'ancestres humans, anomenada Homo naledi. Trobat a la Cova Rising Star, de Sud-àfrica, l'Homo naledi encara no ha estat datat; té, però, característiques tant d'humans primitius com d'humans moderns.

## Edat de pedra mitjana
L'edat de pedra mitjana (abreujat: MSA; de les sigles en anglés Middle Stone Age), que data de fa 280.000 a 40.000 anys, es caracteritza per la continuació d'estils de vida de caçadors-recol·lectors i tal vegada pels orígens del comportament i la cognició humans moderns. Encara que els cervells de les espècies d'homínids es van reorganitzar i modernitzar a un ritme ràpid, el comportament d'aquests homínids no s'hi va adaptar pas tan ràpid i, per tant, les espècies d'homínids eren prou primitives. Els caçadors-recol·lectors africans caçaven mamífers més grans i depenien d'una sèrie de plantes comestibles, tant de les prades que ara són el desert del Sàhara com de les selves tropicals d'Àfrica Central. Els pobles costaners també subsistien a base de mariscos i molts abocadors n'indiquen la dieta.
L'Homo sapiens apareix per primera vegada en el registre arqueològic fa uns 300-270.000 anys a Àfrica. Aviat van desenvolupar un mètode més avançat de fabricació d'eines de sílex que implicava colpejar les ascles d'un nucli preparat. Això permetia més control sobre la grandària i la forma de l'eina acabada i dugué a la creació d'estris composts, puntes de projectil i rascadors, que podien col·locar-se en llances, fletxes o mànecs. Aquesta tecnologia va permetre una caça més eficient com la demostrada per la indústria ateriana. A l'Àfrica Oriental, les eines de pedra es feien amb matèries primeres com el quars i l'obsidiana utilitzant el mètode del nucli preparat, que variava segons la zona. Durant el plistocé mitjà tardà molts grups van començar a emigrar de l'est d'Àfrica, sobretot cap al sud. Les millores tecnològiques com els mètodes aterians i les noves habilitats van ajudar aquestes persones a adaptar-se a nous entorns.
Tot i que encara eren caçadors-recol·lectors, hi ha evidència que aquests primers humans gestionaven activament els recursos d'aliments, a més a més de collir-los. La conca del Congo s'ocupà per primera vegada en aquesta època; les diferents condicions i dietes produïen conductes i tipus d'eines clarament diferents. També hi ha els primers signes d'art que apareixen amb l'ús de l'ocre com a decoració corporal i pintura, i és possible que també s'hagen fet rituals d'enterrament.
L'evidència d'una varietat de comportaments indicatius de la modernitat conductual es remunta a l'edat de pedra mitjana africana, associada amb els primers Homo sapiens. S'han descobert imatges abstractes, estratègies de subsistència ampliades i altres capteniments "moderns" d'aquest període a Àfrica, sobretot al sud, nord i est. El jaciment de la Cova de Blombos de Sud-àfrica, per exemple, és famós per les lloses rectangulars d'ocre gravades amb dissenys geomètrics. Emprant moltes tècniques de datació, es confirmà que el jaciment té entre 77.000 i 100-75.000 anys. A Diepkloof, a Sud-àfrica, es van trobar dipòsits de corfes d'ous d'estruç gravats amb dissenys geomètrics que daten de fa 60.000 anys. S'han trobat granadures i altres ornaments personals al Marroc que poden tenir fins a 130.000 anys d'antiguitat; a més a més, la Cova de les Llars de Sud-àfrica ha produït una sèrie de denes que daten de molt abans de fa 50.000 anys. Aquest tipus d'ornaments representen alguns dels primers signes de conducta simbòlica entre els avantpassats humans, inclosos els desenvolupaments en la cognició i les relacions socials. Sembla que els grans de la Cova Bizmoune, al sud-oest del Marroc, tenen més de 142.000 anys. S'han trobat grans de petxina que daten de fa uns 75.000 anys a la Cova de Blombos de Sud-àfrica.
També s'han trobat armes de projectils especialitzades en alguns llocs d'Àfrica de l'edat de pedra mitjana, incloses puntes de fletxa d'os i pedra en jaciments sud-africans com ara la Cova de Sibudu (juntament amb una agulla d'os primerenca també trobada a Sibudu) que data de fa uns 60.000-70.000 anys, i arpons d'os a Katanda, a l'Àfrica Central, que daten de fa uns 90.000 anys. També hi ha evidència del tractament tèrmic sistemàtic de la pedra per a augmentar-ne la capacitat de formació d'escates amb el propòsit de fabricar estris, que començà fa uns 164.000 anys a Pinnacle Point (Sud-àfrica) i s'hi feu comú per a la creació d'eines microlítiques fa uns 72.000 anys. Les primeres armes de projectils amb punta de pedra (una eina característica de l'Homo sapiens), les puntes de pedra de les javelines o llances, van ser descobertes el 2013 a Gademotta (Etiòpia), i daten de fa uns 279.000 anys.
El 2008, es va descobrir un taller de processament d'ocre segurament per a fer pintures, que data de fa 100.000 anys, a la Cova de Blombos de Sud-àfrica. L'anàlisi mostra que es va produir i emmagatzemar una barreja rica en pigments liquats en petxines; i que l'ocre, l'os, el carbó, les pedres de moldre i les pedres de martell formaven també part de les caixes d'eines. L'evidència de la complexitat de la tasca inclou l'obtenció i combinació de matèries primeres de diferents fonts (i això implica que tenien una plantilla mental del procés que seguirien), segurament emprant foc per a facilitar l'extracció de greix dels ossos, usant una recepta probable per a produir el compost i l'ús de recipients de petxina per a barrejar i emmagatzemar-lo. Els comportaments moderns, com la fabricació de grans de petxina, eines d'os i fletxes, i l'ús de pigment d'ocre, són evidents en un jaciment de Kenya fa 78.000-67.000 anys.
L'expansió d'estratègies de subsistència més enllà de la caça i la consegüent diversitat dels tipus d'estris s'ha assenyalat com a signes de modernitat conductual. Alguns jaciments sud-africans demostren una dependència primerenca dels recursos aquàtics, des de peixos fins a mariscos. Pinnacle Point, en concret, mostra l'explotació de recursos marins des de fa 120.000 anys, tal vegada com a resposta a les condicions més àrides de l'interior. Establir una dependència en dipòsits de mariscos predictibles, per exemple, podria reduir la mobilitat i facilitar sistemes socials complexos i conductes simbòliques. La Cova de Blombos i el Jaciment 440 de Sudan també mostren evidència de pesca. El canvi tafonòmic en els esquelets de peixos de la Cova de Blombos s'ha interpretat com la captura de peixos vius, és a dir, un capteniment humà intencional.
Se sap que els éssers humans del nord d'Àfrica (Nazlet Sabaha, Egipte) s'introduïren en la mineria de sílex, fa 100.000 anys, per a la construcció d'estris de pedra.
Es trobaren proves al 2018, que daten de fa uns 320.000 anys, al jaciment kenyà d'Olorgesailie, de l'aparició primerenca de capteniments moderns, com ara xarxes de comerç de llarga distància (amb productes com l'obsidiana), l'ús de pigments i la possible fabricació de puntes de projectil. Els autors de tres estudis del 2018 en l'indret observen que l'evidència d'aquestes conductes és aproximadament contemporània de les restes fòssils d'Homo sapiens més antics coneguts d'Àfrica (com a Djebel Irhoud i Florisbad), i suggereixen que les conductes complexes i modernes van començar a Àfrica en l'època de l'aparició de l'Homo sapiens.
El 2019, es van trobar més proves de les primeres armes de projectils complexos a Àfrica, a Aduma, a Etiòpia, que daten de fa 80.000-100.000 anys, en forma de punts que segurament pertanyen a dards llançats.

## Edat de pedra tardana
El Crani de Hofmeyr és un espècimen d'un crani humà de 36.000 anys d'antiguitat que aparegué al 1952 a prop de Hofmeyr, a Sud-àfrica. L'anàlisi osteològica del crani, realitzada per l'Institut Max Planck d'Antropologia Evolutiva, indica que l'espècimen és morfològicament diferent dels grups recents de l'Àfrica subequatorial, incloses les poblacions locals de khoisan. En canvi, el fòssil de Hofmeyr té una afinitat molt propera amb altres cranis del Paleolític superior d'Europa. Alguns científics han interpretat aquesta relació per ser compatible amb la teoria de migració d'Àfrica, que planteja la hipòtesi que almenys alguns grups humans del Paleolític superior d'Àfrica, Europa i Àsia haurien de assemblar-se morfològicament entre si.
Al voltant de l'any 10000 abans de la nostra era les societats africanes de caçadors-recol·lectors desenvoluparen tecnologies de micròlits. Els estris microlítics composts van ser útils per a collir pastures silvestres i permeteren la producció d'hams fins de petxina i ossos, i això facilitaria l'explotació d'una gamma més àmplia de recursos d'aliments. Algunes peces de ceràmica més antigues d'Àfrica també s'han trobat al Sàhara i s'associen a poblacions de caçadors-recol·lectors. Cap al 9400 ae, a Ounjougou, al centre de Mali, es creu que els caçadors-recol·lectors inventaren la ceràmica de manera independent a mesura que es tornaven més sedentaris i començaven a recol·lectar intensivament grans silvestres locals (com ara el mill).
El 2013, s'analitzaren esquelets ibermauritans dels jaciments prehistòrics de Taforalt i Afalou del Magrib a la recerca d'ADN antic. Tots els espècimens pertanyien a clades materns associats al nord d'Àfrica o al litoral mediterrani nord i sud, la qual cosa indica un flux de gens entre aquestes àrees des de l'Epipaleolític. Els antics individus de Taforalt tenien haplogrups d'ADNmt U6, H, JT i V, la qual cosa apunta a la continuïtat de la població a la zona que data del període ibermaurità.
Hi ha un debat obert respecte a l'ús de les societats de caçadors-recol·lectors de hui dia, com els san, com una analogia de les societats de l'edat de pedra tardana.

## Neolític pastoral
Els desenvolupaments culturals durant el Neolític primerenc van portar al fet que els estils de vida dels caçadors-recol·lectors nòmades es suplantassen lentament pel pasturatge al nord d'Àfrica. L'evidència més antiga africana sobre animals domèstics prové del Sàhara del 7000-6000 abans de la nostra era, i de nous estils de vida de pasturatge de bestiar es conserva en jaciments arqueològics com ara el de Gobero i en l'art rupestre del Sàhara. A mesura que el Sàhara augmentà de grandària per l'aridificació, els primers pastors van migrar cap al sud i l'est, cap a les valls de Níger i del Nil, tot enduent-se pràctiques de pasturatge que també s'estendrien per l'est i el sud d'Àfrica. El Neolític pastoral de la sabana i les tradicions culturals materials d'Elmenteitan es troben a l'est africà. Una recerca d'ADN antic ha demostrat la propagació de pastors neolítics des de l'est fins al sud africà.
Al Sahel occidental, el sorgiment de comunitats sedentàries es produí en gran manera com a resultat de la domesticació del mill i el sorgo. L'arqueologia apunta cap a poblacions urbanes considerables a l'Àfrica occidental més tard, començant pel segon mil·lenni abans de la nostra era. Les relacions comercials simbiòtiques es crearen abans del comerç transaharià, en resposta a les oportunitats que brinda la diversitat nord-sud en els ecosistemes de deserts, prades i boscos. Els llauradors reberen sal dels nòmades del desert, i aquests adquirien carn i altres aliments dels pastors i llauradors de les prades i dels pescadors del riu Níger. Els habitants del bosc els donaven pells i carn.
A l'Àfrica occidental, Dhar Tichitt i Oualata en l'actual Mauritània figuren entre els primers centres urbans, que daten del 2000 abans de la nostra era. Prop de 500 assentaments de pedra cobreixen la regió de l'antiga sabana del Sàhara. Els habitants pescaven i cultivaven mill. Els avantpassats dels soninkes, dels mandenkàs, podrien haver construït d'aquests assentaments. Al voltant de l'any 300 ae, la zona es feu més seca i els pobles van començar a declinar, i segurament es traslladaren a Kumbi Saleh. L'evidència arquitectònica i la comparança d'estils de la ceràmica suggereixen que Dhar Tichitt estava relacionat amb el subsegüent Regne de Ghana i las cultures Djenné-Djenno (a l'actual Mali).

## Edat dels metalls
Les societats agrícoles africanes es crearen després dels orígens i l'expansió del pasturatge de bestiar en tot el continent. Igualment, l'ús primerenc de la metal·lúrgia per les comunitats agrícoles no es donà de manera independent a Àfrica fins al voltant del 3000 ae. Les bosses d'ús del ferro aparegueren en els mil·lennis posteriors, però el metall no reemplaçà la pedra al sud del continent fins al voltant del 500 ae, quan tant el ferro com el coure es van estendre cap al sud i arribaren al Cap al voltant del 200. Tot i que alguns detalls sobre l'expansió bantu encara són controvertits entre arqueòlegs, lingüistes i historiadors, l'ús generalitzat del ferro sembla haver tingut un paper important en l'expansió bantu en les comunitats agrícoles de tot l'Àfrica subsahariana. El contacte i la interacció entre caçadors-recol·lectors, pastors i comunitats agrícoles continua sent un tema d'interés en l'arqueologia africana actual.
El 2014, una anàlisi d'ADN antic de l'esquelet d'un home recol·lector de 2.330 anys d'antiguitat al sud d'Àfrica va trobar que l'espècimen pertanyia a l'haplogrup d'ADNmt L0d2c1c. Aquest clade matern està hui més estretament associat amb els Ju, un subgrup del poble san, la qual cosa apunta a la continuïtat de la població a la zona. El 2016, també es va descobrir que una mòmia dessecada de l'edat del ferro tardana de la zona de Tuli al nord de Botswana pertanyia a l'haplogrup L0.
Al centre de Nigèria, a l'Àfrica occidental, al voltant del 1500 abans de la nostra era, la cultura Nok va créixer en l'altiplà de Jos. La gent Nok va produir representacions realistes en terracota, com ara caps i figures humanes, elefants i altres animals. Cap al 500 abans de la nostra era, i possiblement uns segles abans, estaven fonent ferro. Cap al 200, la cultura Nok havia desaparegut. Per les similituds estilístiques amb les terracotes Nok, les figures de bronze del Regne Ioruba d'Ife i les del Regne Bini de Benín són ara una continuació de les tradicions de la cultura Nok anterior.

## Àfrica històrica
El comerç amb l'Orient Pròxim i Europa conduí al creixement de forts imperis mercantils, com ara el Regne etíop d'Axum. Algunes organitzacions polítiques també es crearen a l'Àfrica Occidental, com ara Ife, el Regne de Benín, Igbo-Ukwu, Djenné-Djenno, el Regne de Ghana, l'estat de Bono i l'Imperi aixanti. Els pobles bantu del sud d'Àfrica van construir l'impressionant Gran Zimbàbue entre els segles X i XV de la nostra era. El nord del continent tenia estrets vincles economicoculturals amb la Mediterrània clàssica i medieval. La ramaderia esdevingué important en la Banya d'Àfrica i enormes recintes de moviment de terres es construïren per a acorralar els animals. La gent de l'Etiòpia cristiana va construir impressionants esglésies monolítiques excavades a la roca com la de Sant Jordi de Lalibela durant el segle xiii, i els primers forts portuguesos aparegueren poc després i arribaren tan al sud com Zàmbia.